# Pietro Sopranzi
Pietro Sopranzi (sinh ngày 29 tháng 1 năm 1998) là cầu thủ bóng đá San Marino chơi ở vị trí tiền đạo cho câu lạc bộ Virtus và Đội tuyển bóng đá quốc gia San Marino.

## Sự nghiệp thi đấu
Sopranzi ra mắt quốc tế cho San Marino vào ngày 18 tháng 11 năm 2022 trong trận giao hữu gặp Saint Lucia, trận đấu đó kết thúc với tỷ số hòa 1-1.

## Thống kê

### Quốc tế
Tính đến 21 tháng 11 năm 2022
| San Marino | San Marino | San Marino |
| Năm        | Trận       | Bàn thắng  |
| ---------- | ---------- | ---------- |
| 2022       | 1          | 0          |
| Tổng cộng  | 1          | 0          |